# Bagan

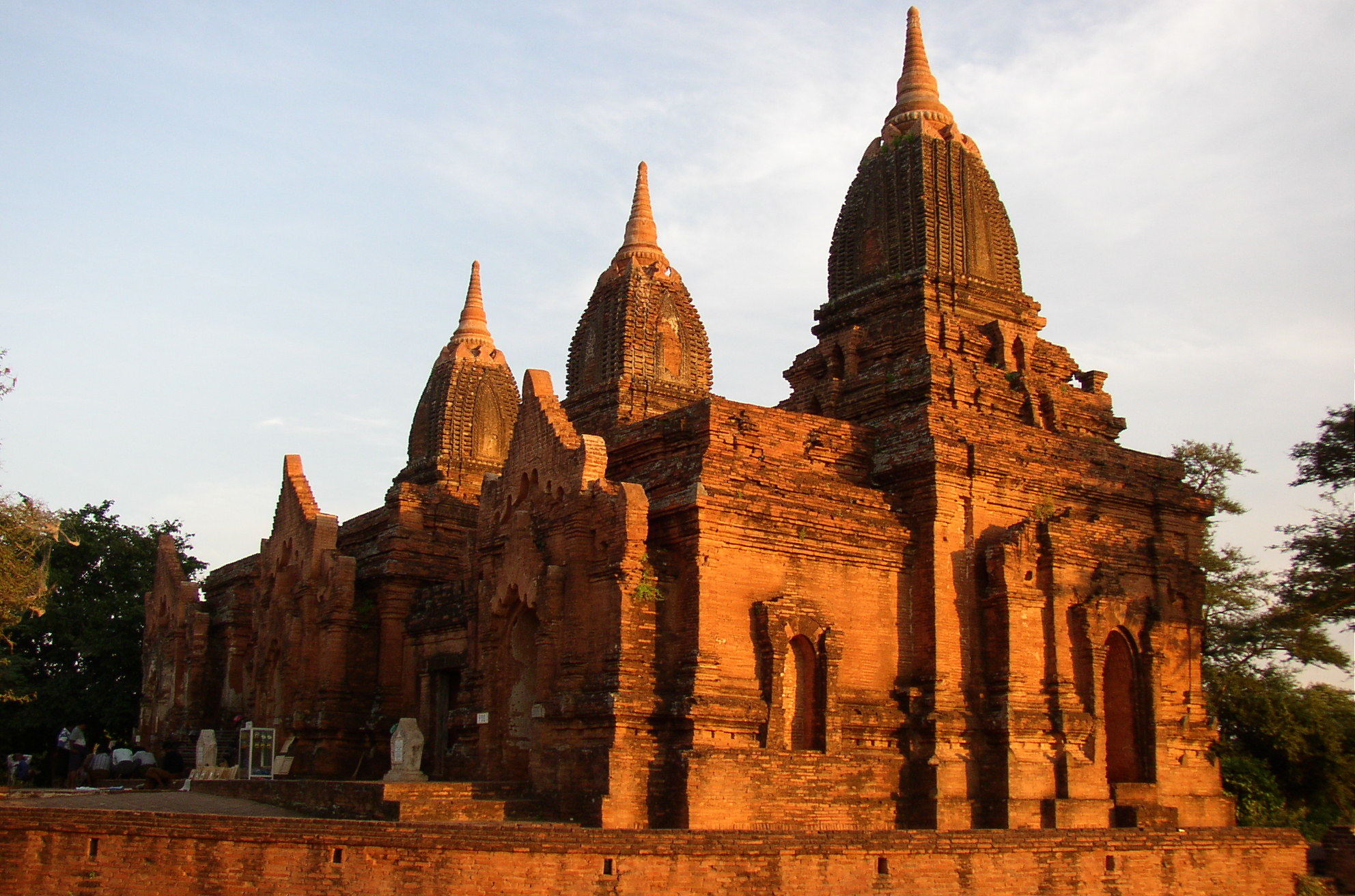
Monumentos en Bagan.

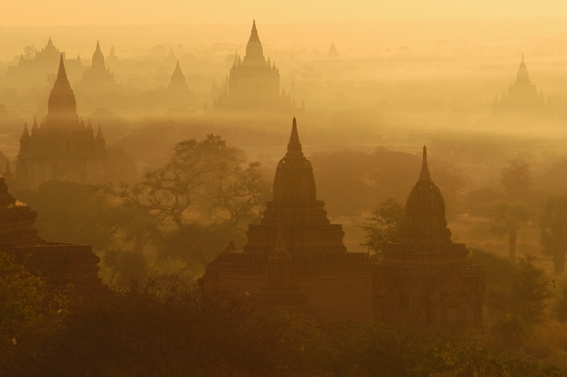
Vista de Bagan.

Bagan es la antigua capital de varios reinos en Birmania, en especial el Reino de Pagan, primer Estado birmano de la historia. Está localizada en la árida meseta del país, junto a las riberas del río Ayeyarwady (río Irrawaddy) y está a 145 kilómetros al suroeste de Mandalay. En 2019 la Unesco la designó como Patrimonio de la humanidad.

## Toponimia
Bagan es la pronunciación birmana estándar actual de la palabra Pugan (ပုဂံ), derivada del antiguo birmano Pukam (ပုကမ်). Su nombre clásico en pali es Arimaddanapura (အရိမဒ္ဒနာပူရ: literalmente, "la ciudad que pisotea a los enemigos"). Sus otros nombres en pali hacen referencia a su clima extremo de zona seca: Tattadesa (တတ္တဒေသ, "tierra reseca") y Tampadīpa (တမ္ပဒီပ, "país bronceado"). Las crónicas birmanas también informan sobre otros nombres clásicos como Thiri Pyissaya (பிரைப்பியியை; pali: Siripaccaya) y Tampawaddy (தைப்புத்தி; pali: Tampavatī).

## Historia

### Siglos IX al XIII

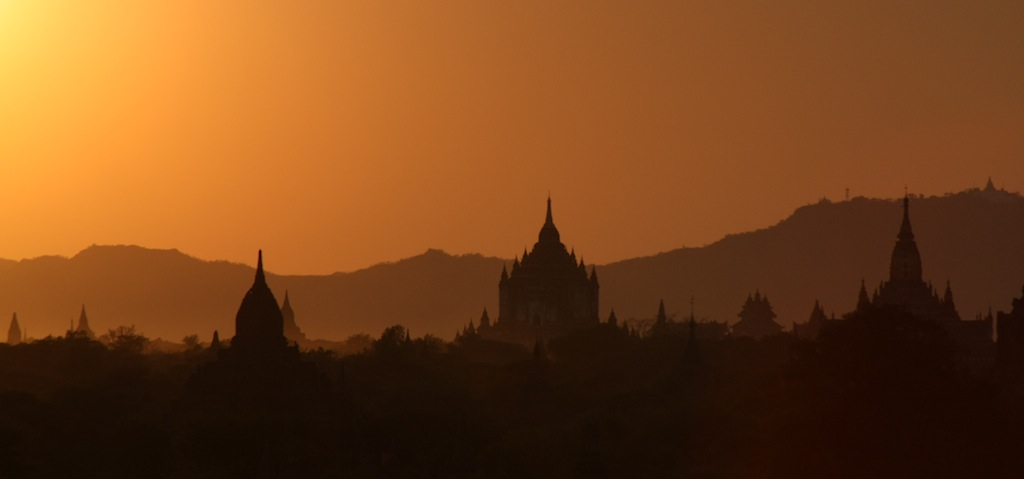
La próspera economía de Bagan construyó más de 10 000 templos entre los siglos XI y XIII.

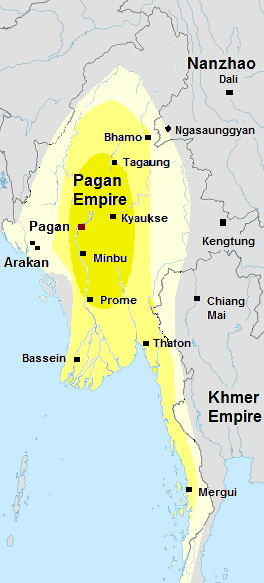
Extensión del Imperio Pagano c. 1210

Según las crónicas reales birmanas, Bagan fue fundada en el siglo II y fortificada en el año 849 por el rey Pyinbya, 34º sucesor del fundador de la antigua Bagan. Sin embargo, la mayoría de los estudiosos sostiene que Bagan fue fundada a mediados o finales del siglo IX por los mranma (birmanos), que habían entrado recientemente en el valle de Irrawaddy desde el reino de Nanzhao. Fue una de las ciudades-estado pyu que compitieron entre sí hasta finales del siglo X, cuando el asentamiento birmano creció en autoridad y grandeza.
De 1044 a 1287, Bagan fue la capital y el centro neurálgico político, económico y cultural del Imperio Pagano. En el transcurso de 250 años, los gobernantes de Bagan y sus súbditos ricos construyeron más de 10,000 monumentos religiosos (aproximadamente 1000 estupas, 10 000 pequeños templos y 3 000 monasterios) en un área de 104 kilómetros cuadrados en las llanuras de Bagan. La próspera ciudad creció en tamaño y grandeza, y se convirtió en un centro cosmopolita de estudios religiosos y seculares, especializándose en estudios pali en gramática y estudios filosófico-psicológicos (abhidhamma), así como trabajos en una variedad de idiomas sobre prosodia, fonología, gramática, astrología, alquimia, medicina y estudios jurídicos. La ciudad atrajo a monjes y estudiantes de lugares tan lejanos como India, Sri Lanka y el Imperio Jemer.
La cultura de Bagan estuvo dominada por la religión. La religión de Bagan era fluida, sincrética y, según los estándares posteriores, poco ortodoxa. Fue en gran parte una continuación de las tendencias religiosas de la época Pyu donde el budismo Theravada coexistió con el budismo Mahayana, el budismo tántrico, varias escuelas  hindúes (Saivite y Vaishana), así como animistas nativa (tradiciones nat). Si bien el patrocinio real del budismo Theravada desde mediados del siglo XI había permitido que la escuela budista ganara gradualmente primacía, otras tradiciones continuaron prosperando a lo largo del período pagano hasta grados que luego no se vieron.
El Imperio Pagano se derrumbó en 1287 debido a las repetidas invasiones mongolas (1277-1301). Investigaciones recientes muestran que es posible que los ejércitos mongoles no hayan llegado a Bagan y que, incluso si lo hubiesen hecho, el daño que infligieron probablemente habría sido mínimo. Sin embargo, el daño ya estaba hecho. La ciudad, que en otro tiempo había llegado a tener entre 50 000 y 200 000 habitantes, se había reducido a una pequeña ciudad, para no volver a recuperar nunca más su preeminencia. La ciudad dejó formalmente de ser la capital de Birmania en diciembre de 1297, cuando el Reino de Myinsaing se convirtió en el nuevo poder en la Alta Birmania.

### Siglos XIV al XIX

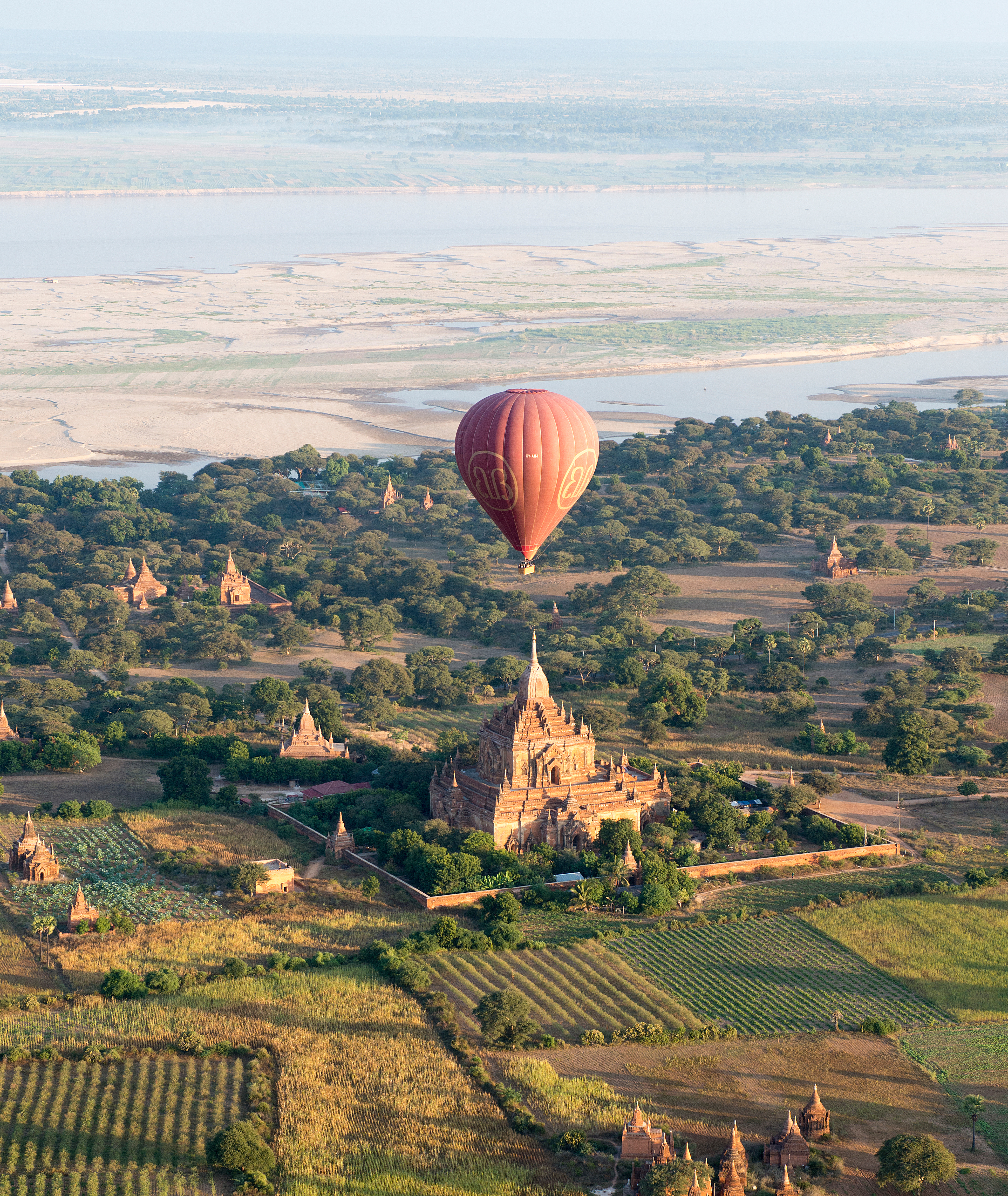
Un globo aerostático sobrevolando una pagoda en Bagan.

Bagan sobrevivió hasta el siglo XV como asentamiento humano y como destino de peregrinaje durante todo el período imperial. Un número menor de monumentos religiosos "nuevos e impresionantes" todavía se remontaban a mediados del siglo XV, pero después, las construcciones de nuevos templos se redujeron a un goteo con menos de 200 templos construidos entre los siglos XV y XX.  La antigua capital siguió siendo un destino de peregrinación, pero la peregrinación se centró solo en "una veintena más o menos" de los templos más destacados de los miles, como el Ananda, el Shwezigon, el Sulamani, el Htilominlo, el Dhammayazika y algunos otros templos a lo largo de un camino antiguo. El resto, miles de templos menos famosos y apartados, cayeron en mal estado y la mayoría no sobrevivió a la prueba del tiempo.
Para las pocas docenas de templos que fueron patrocinados regularmente, el patrocinio continuo significó un mantenimiento regular, así como adiciones arquitectónicas donadas por los devotos. Muchos templos fueron repintados con nuevos frescos sobre los originales de la época pagana, o equipados con nuevos estatuas de Buda. Luego vino una serie de renovaciones "sistemáticas" patrocinadas por el estado en el período Konbaung (1752-1885), que en general no eran fieles a los diseños originales, algunas terminadas con "una superficie tosca enlucida, rayada sin gusto, arte o resultado ". Los interiores de algunos templos también fueron encalados, como el Thatbyinnyu y el Ananda. En este período se agregaron muchas inscripciones pintadas e incluso murales.

### SigloXXal presente

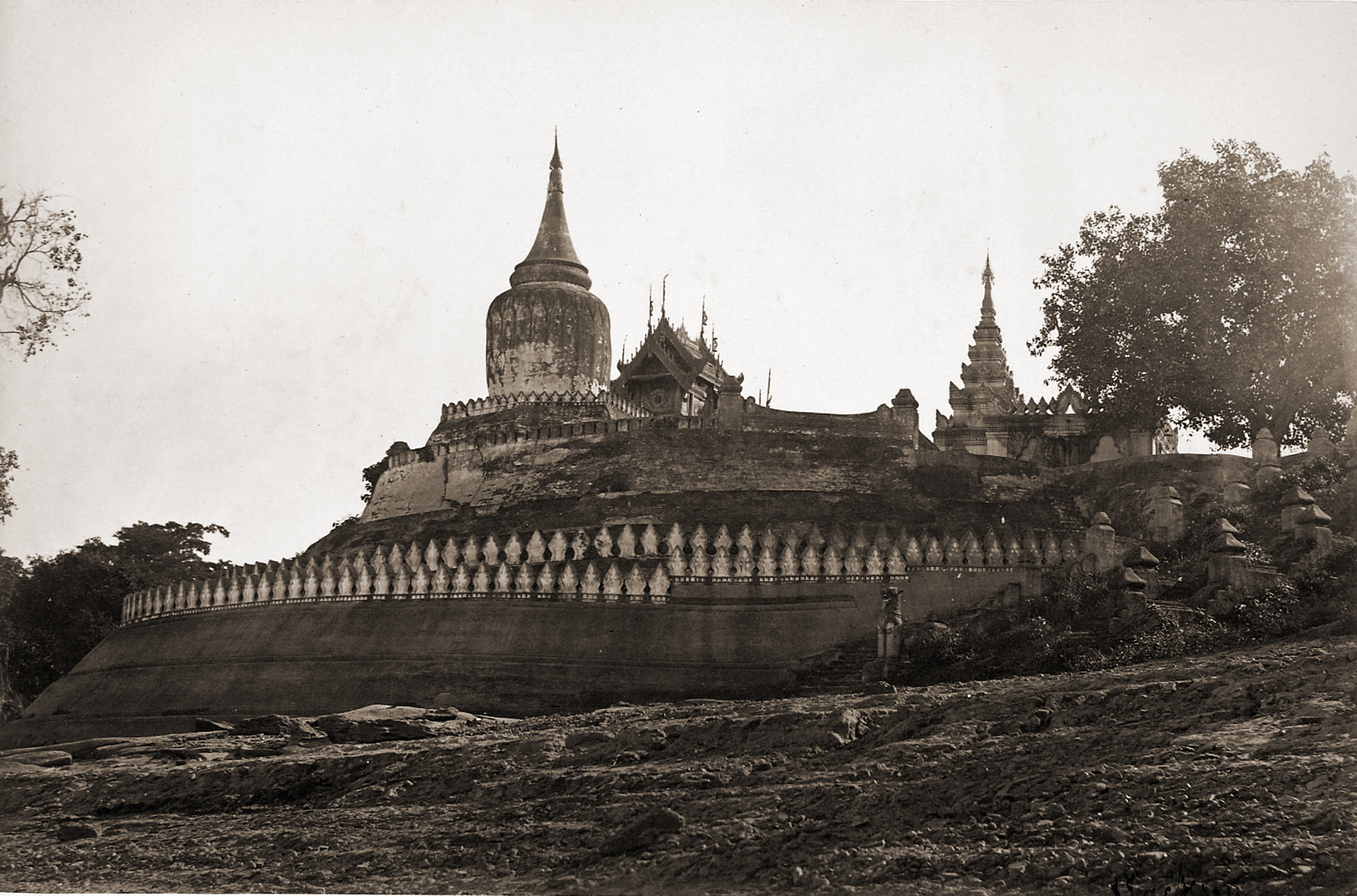
La Bupaya original que se ve aquí en 1868 fue completamente destruida por el terremoto de 1975. Se ha reconstruido una nueva pagoda dorada con la forma original.

Bagan, ubicado en una zona activa de terremotos, había sufrido muchos terremotos a lo largo de los siglos, con más de 400 terremotos registrados entre 1904 y 1975. Un gran terremoto ocurrió el 8 de julio de 1975, alcanzando una magnitud de 8 MM en Bagan y Myinkaba, y 7 MM en Nyaung-U. El terremoto dañó muchos templos, en muchos casos, como el de Bupaya, de forma grave e irreparable. Hoy quedan 2229 templos y pagodas.
Muchas de estas pagodas dañadas fueron restauradas en la década de 1990 por el gobierno militar, que buscaba hacer de Bagan un destino turístico internacional. Sin embargo, los esfuerzos de restauración generaron una condena generalizada de los historiadores del arte y los conservacionistas de todo el mundo. Los críticos están horrorizados de que las restauraciones prestaron poca atención a los estilos arquitectónicos originales y utilizaron materiales modernos, y que el gobierno también ha establecido un campo de golf, una carretera pavimentada y construido una torre de vigilancia de 61. Aunque el gobierno creía que los cientos de templos (sin restaurar) de la antigua capital y el gran corpus de inscripciones en piedra eran más que suficientes para ganar la designación de Patrimonio de la Humanidad por la UNESCO, la ciudad no fue designada así hasta 2019, supuestamente principalmente a causa de las restauraciones.
En la actualidad, Bagan es uno de los principales destinos turísticos de la naciente industria turística del país, que durante mucho tiempo ha sido objeto de varias campañas de boicot. Varias publicaciones birmanas señalan que la pequeña infraestructura turística de la ciudad tendrá que expandirse rápidamente incluso para hacer frente a un modesto repunte del turismo en los años siguientes.
El 24 de agosto de 2016, un gran terremoto sacudió el centro de Myanmar y volvió a causar daños importantes en Bagan; esta vez se destruyeron casi 400 templos. Los Sulamani y Myauk Guni (North Guni) resultaron gravemente dañados. El Departamento de Arqueología de Bagan ha iniciado una labor de reconocimiento y reconstrucción con la ayuda de expertos de la UNESCO. Los visitantes tienen prohibido ingresar a 33 templos dañados.
El 6 de julio de 2019, Bagan fue inscrita oficialmente como Patrimonio de la Humanidad por la UNESCO, después de 24 años desde que el gobierno militar nominó por primera vez a la ciudad en 1995, durante la 43a sesión del Comité del Patrimonio Mundial.  Esto convierte a Bagan en el segundo sitio del Patrimonio Mundial en Myanmar, después de las Antiguas Ciudades de Pyu . Como parte de los criterios para la inscripción de Bagan, el gobierno de Myanmar se ha comprometido a trasladar los hoteles existentes en la zona arqueológica a una zona hotelera exclusiva para 2028.

## Arquitectura
Bagan se destaca no solo por la gran cantidad de edificios religiosos de Myanmar, sino también por la magnífica arquitectura de los edificios y su contribución al diseño de los templos birmanos. El arte de la arquitectura de las pagodas en Bagan demuestra el logro de los artesanos de Myanmar en la artesanía. El templo de Bagan se divide en una de dos categorías amplias: el templo sólido estilo estupa y el templo hueco estilo gu (ဂူ).
Las construcciones religiosas de Bagan son reminiscencias de estilos arquitectónicos populares en el tiempo de su construcción. Los más comunes son:
- Stupa con cúpula con forma de reliquia.
- Stupa con cúpula con forma de mausoleo.
- Stupa al estilo Sinhalese.
- Modelo del norte de la India.
- Modelo del centro de la India.
- Modelo del sur de la India.
- Modelo Mon.

### Estupas
Una estupa, también llamada pagoda o chedi, es una estructura masiva, típicamente con una cámara de reliquias en su interior. Las estupas o pagodas de Bagan evolucionaron a partir de diseños anteriores de Pyu, que a su vez se basaron en los diseños de estupas de la región de Andhra, en particular Amaravati y Nagarjunakonda en la actual India sudoriental, y en menor medida a Ceilán. Las estupas de la era de Bagan, a su vez, fueron los prototipos de las estupas birmanas posteriores en términos de simbolismo, forma y diseño, técnicas de construcción e incluso materiales.

### Templos huecos

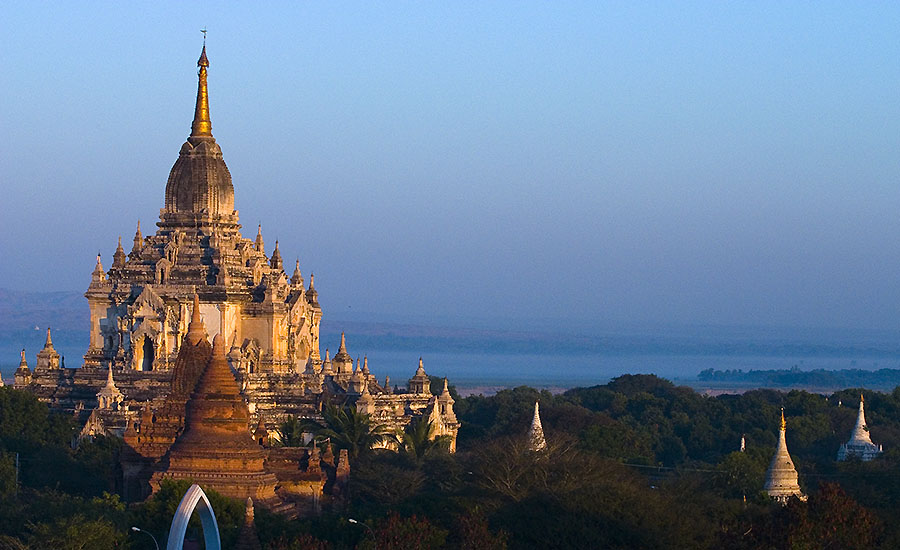
Templo Gawdawpalin ejemplo de estilo "una cara"

A diferencia de las estupas, el templo hueco de estilo gu es una estructura que se utiliza para la meditación, la adoración devocional de Buda y otros rituales budistas. Los templos gu vienen en dos estilos básicos: diseño de "una cara" y diseño de "cuatro caras", esencialmente una entrada principal y cuatro entradas principales. También existen otros estilos como el de cinco caras y los híbridos. El estilo de una cara surgió del Beikthano del siglo II y el de cuatro caras del Sri Ksetra del siglo VII. Los templos, cuyas características principales eran los arcos apuntados y la cámara abovedada, se hicieron más grandes y más grandiosos en el período de Bagan.

### Innovaciones
Aunque los diseños de los templos birmanos evolucionaron a partir de los estilos Indic, Pyu (y posiblemente Mon), las técnicas de bóveda parecen haberse desarrollado en la propia Bagan. Los primeros templos abovedados en Bagan datan del siglo XI, mientras que las bóvedas no se generalizaron en la India hasta finales del siglo XII. La mampostería de los edificios muestra "un asombroso grado de perfección", donde muchas de las inmensas estructuras sobrevivieron al terremoto de 1975 más o menos intactas. (Desafortunadamente, las técnicas de bóveda de la era de Bagan se perdieron en los períodos posteriores. Solo se construyeron templos de estilo gu mucho más pequeños después de Bagan. En el siglo XVIII, por ejemplo, el rey Bodawpaya intentó construir la Pagoda Mingun, en la forma de un espacioso templo abovedado con cámaras, pero fracasó porque los artesanos y albañiles de la era posterior habían perdido el conocimiento de las bóvedas y los arcos de piedra angular para reproducir el espacioso espacio interior de los templos huecos de Bagan. )
Otra innovación arquitectónica originada en Bagan es el templo budista con planta pentagonal. Este diseño surgió de diseños híbridos (entre diseños de una cara y cuatro caras). La idea era incluir la veneración del Buda Maitreya , el futuro y quinto Buda de esta era, además de los cuatro que ya habían aparecido. El Dhammayazika y la Pagoda Ngamyethna son ejemplos del diseño pentagonal.